# Porte de l'Europe (Madrid)
La porte de l'Europe (en espagnol : Puerta de Europa), également connue sous le nom de « tours KIO », est un ensemble de deux immeubles de bureaux situés à Madrid, capitale de l'Espagne.

## Situation
Les deux immeubles sont situés de part et d'autre de la Castellana, grande artère du centre de Madrid, en bordure nord de la place de Castille, dans l'arrondissement de Chamartín. 

## Histoire
La porte de l'Europe s'inspire des anciens points de passage qui autrefois perçaient les fortifications de la ville de Madrid pour donner accès à celle-ci, comme la porte d'Alcalá ou celle de Tolède. Lancé en 1990, le projet de construire deux tours inclinées volontairement de 15 degrés par rapport à la verticale s'inspire de cette histoire, sous une forme contemporaine. 
Les tours portent le nom de KIO car elles ont été commandées par le Bureau d'investissements du Koweït (Kuwait Investment Office). Elles sont les premières tours volontairement inclinées dans le monde.
La construction des tours a débuté en 1989, mais à cause d'une série de difficultés financières, elle s'est interrompue pendant plusieurs années et ne s’est terminée qu'en 1996.
La tour est est la propriété du groupe immobilier Realia. La tour ouest, longtemps siège madrilène de Bankia, est depuis 2021 propriété de la CaixaBank.

## Architecture
Les tours KIO ont été construites sur les plans des architectes américains Philip Johnson et John Burgee. Le projet est fondé sur un graphique du Russe Alexandre Rodtchenko qui fait état d'une inclinaison de 15 degrés.
Sur une surface totale de 2 340 m2 de plancher, les tours sont constituées d'une structure d’acier recouverte de murs-rideaux en verre totalisant une surface de 32 864 m2 pour une hauteur de 113 mètres. Chaque bâtiment dispose de quatre ascenseurs dont les deux premiers desservent les étages 1 à 13 et les deux suivants les étages 13 à 27. 
Ce sont les deuxièmes tours jumelles les plus hautes d’Espagne, après celles situées à Santa Cruz de Tenerife.